# Барон Дэвис
Барон Дэвис из Лландинама в графстве Монтгомеришир — наследственный титул в системе Пэрства Соединённого королевства. Он был создан 21 июня 1932 года для валлийского бизнесмена, либерального политика и филантропа Дэвида Дэвиса (1880—1944). Дэвид Дэвис заседал в Палате общин Великобритании от Монтгомеришира (1906—1929). Он был внуком и тёзкой известного промышленника Дэвида Дэвиса (1818—1890). Внук первого барона, Дэвид Дэвис, 3-й барон Дэвис (1940—2024), который унаследовал титул в 1944 году, когда его отец погиб во время Второй мировой войны.
По состоянию на 2024 год носителем титула являлся правнук первого барона, Дэвид Дэниел Дэвис, 4-й барон Дэвис (род. 1975), который унаследовал титул в 2024 году, после смерти отца.

## Бароны Дэвис (1932)
- 1932—1944: Дэвид Дэвис, 1-й барон Дэвис (11 мая 1880 — 16 июня 1944), единственный сын Эдварда Дэвиса (1852—1898)[1];
- 1944—1944: Дэвид Дэвис, 2-й барон Дэвис (16 января 1915 — 25 сентября 1944), единственный сын предыдущего от первого брака[2];
- 1944—2024: Дэвид Дэвис, 3-й барон Дэвис (2 октября 1940 — 7 февраля 2024), старший сын предыдущего[3];
- 2024 — настоящее время: Дэвид Дэниел Дэвис, 4-й барон Дэвис (род. 23 октября 1975), старший сын предыдущего[4].
  - Наследник титула: достопочтенный